# 1516
1516. је била преступна година.

## Догађаји

### Август
- 18. август — Француски краљ Франсоа I и папа Лав X су потписали Болоњски конкордат, уредивши односе између цркве и државе у Француској.

### Октобар
- 28. октобар — Османска војска под командом великог везира Синан-паше је поразила мамелуке у бици код Јаунис Хана близу Газе.

## Смрти

### Јануар
- 23. јануар — Фернандо II од Арагона, краљ Арагона, Кастиље, Напуља и Сицилије

### Јун
- 29. новембар — Ђовани Белини, италијански сликар (* око 1430)

### Децембар
- Википедија:Непознат датум — Ђорђе Бранковић, српски архиеписком, књижевник и деспот (* 1461)